# نسم علينا الهوى
نسّم علينا الهوى هي أغنية عربية غنتها المغنية اللبنانية فيروز في عام 1967، الأغنية من كتابة وتلحين الأخوين رحباني. حققت نسّم علينا الهوى شهرة واسعة، وغُنيت من قبل العديد من كبار المطربين العرب، حتى أصبحت أهزوجة شعبية من الأغاني الخالدة للموسيقى العربية رغم إنتاجها في زمن الأغاني الطويلة مثل أغاني عبد الحليم حافظ وأم كلثوم ومحمد عبد الوهاب. قُدِمت الأغنية من خلال الفيلم السينمائي بنت الحارس (1967). تظهر فيروز في الفيلم وهي تغني الأغنية بجانب العُّمالِ في مرفأ بيروت، ويظهر البحر بجوار فيروز، فهو مقصد للمسافرين خارج لبنان الباحثين عن لقمة العيش، فتخاطب فيروز الهوى "خدني على بلادي"؛ تحمل الأغنية معانٍ وطنية.

## الكلمات

مشهد الأغنية من الفيلم.

نسم علينا الهوا من مفرق الوادي
يا هوا دخل الهوا خدني على بلادي
نسم علينا الهوا من مفرق الوادي
يا هوا دخل الهوا خدني على بلادي
يا هوا يا هوا يللي طاير بالهوا
في منتورة طاقة وصورة
خدني لعندن يا هوا
يا هوا يا هوا يللي طاير بالهوا
في منتورة طاقة وصورة
خدني لعندن يا هوا
اه فزعانة يا قلبي
أكبر بهالغربة
ما تعرفني بلادي
خدني خدني خدني على بلادي
نسم علينا الهوا من مفرق الوادي
يا هوا دخل الهوا خدني على بلادي
شو شو بنا شو بنا يا حبيبي شو بنا
كنت وكنا تضلو عنا وافترقنا شو بنا
شو بنا شو بنا يا حبيبي شو بنا
كنت وكنا تضلو عنا وافترقنا شو بنا
اه وبعدا الشمس بتبكي
عالباب وما تحكي
يحكي هوا بلادي
خدني خدني خدني على بلادي
نسم علينا الهوا من مفرق الوادي
يا هوا دخل الهوا خدني على بلادي
اه نسم علينا الهوا من مفرق الوادي
يا هوا دخل الهوا خدني على بلادي

## وصلات خارجية
- مشهد أغنية نسم علينا الهوى على اليوتيوب.